# Ptyelus discifer
Ptyelus discifer är en insektsart som beskrevs av Walker 1851. Ptyelus discifer ingår i släktet Ptyelus och familjen spottstritar. Inga underarter finns listade i Catalogue of Life.